# Конституция Марокко
Конституция Марокко — основной закон Королевства Марокко, обнародована королевским дахиром 1-11-91 от 29 июля 2011 года.

## История создания конституции
Марокко на протяжении долгого времени было государством-колонией. В древнейшие времена здесь была колония финикийцев, во времена обширной Римской империи Марокко являлось колонией римлян, в XII здесь царствовали арабы, в 1912 году французы навязали договор о протекторате, и только в 1956 году, путём повстанических выступлений Марокко добилось независимости. В июне 1961 года король Хасан II опубликовал Основной закон, ставший «временной конституцией Марокко». В 1962 году была введена первая конституция и форма правления поменялась с монархии на конституционную монархию. Но в 1965 году, вследствие народных волнений, король Хасан II ввёл в стране чрезвычайное положение, отменил конституцию и распустил парламент, признав неэффективность парламента и конституции. В стране наступил политический кризис и временный абсолютизм. В июле 1970 года режим чрезвычайного положения был снят.